# Jean Roger Ahoyo
Jean Roger Ahoyo (teilweise auch Jean-Roger; * 1941) ist ein beninischer Hochschullehrer, Sachbuchautor und zwischenzeitlicher Minister.

## Leben
Ahoyo promovierte in Frankreich in Geographie und Geschichte und lehrte zwischen 1966 und 1971 am Lycée Béhanzin. Danach war er bis 1981 an der Université Nationale du Bénin tätig. Sein Engagement dort endete aufgrund der Berufung zum Direktor der École Normale Supérieur. Er diente Nicéphore Dieudonné Soglo als Stabschef und als Kulturminister. Später ging er als regionaler Kulturberater zur UNESCO.
Sein Urgroßvater war Dahomeys letzter unabhängiger König Behanzin, sein Bruder Théophile diente zeitweilig als Botschafter in Zaire.

## Veröffentlichungen (Auswahl)
- Les marchés d'Abomey et de Bohicon (approche historique et étude géographique) ; Suivi de Annexe-l'urbanisation au Nigeria : C2 de Géographie, 1972 (Dissertation)
- Les villes d'Abomey et de Bohicon : une capitale historique et un centre commercial moderne dans le centre sud du Dahomey : étude d'un doublet urbain en pays sous-développé, Université Paris Diderot, Paris 1976 (Dissertation)
- La ville de Cotonou : aspects géographiques, 1983
- mit Jean Pliya: Hommage au Roi Gbêhanzin, héros national, Abomey, 2006
- Dàdà Gbèhanzin : le règne inachevé : quelques textes importants du Centenaire de la mort du roi Gbèhanzin, Christon éditions, Cotonou 2020